# Coppa del mondo di BMX 2010
La Coppa del mondo di BMX 2010, ottava edizione della competizione, si è svolta tra il 26 marzo ed il 9 ottobre 2010.

## Uomini

### Risultati
| # | Data            | Evento      | Vincitore        | Leader della Cl. mondiale |
| - | --------------- | ----------- | ---------------- | ------------------------- |
| 1 | 26-27 marzo     | Madrid      | Sam Willoughby   | Sam Willoughby            |
| 2 | 7-8 maggio      | Copenaghen  | Māris Štrombergs | Māris Štrombergs          |
| 3 | 17-18 settembre | Chula Vista | Nicholas Long    | Māris Štrombergs          |
| 4 | 8-9 ottobre     | Fréjus      | Māris Štrombergs | Māris Štrombergs          |

### Classifica generale
| Pos. | Corridore             | Punti |
| ---- | --------------------- | ----- |
| 1    | Māris Štrombergs      | 787   |
| 2    | Sam Willoughby        | 656   |
| 3    | Connor Fields         | 586   |
| 4    | Joris Daudet          | 432   |
| 5    | Corben Sharrah        | 427   |
| 6    | Nicholas Long         | 404   |
| 7    | Marc Willers          | 395   |
| 8    | Raymon van der Biezen | 367   |
| 9    | Jelle van Gorkom      | 357   |
| 10   | Ramiro Marino         | 350   |

## Donne

### Risultati
| # | Data            | Evento      | Vincitore             | Leader della Cl. mondiale |
| - | --------------- | ----------- | --------------------- | ------------------------- |
| 1 | 26-27 marzo     | Madrid      | Laëtitia Le Corguillé | Laëtitia Le Corguillé     |
| 2 | 7-8 maggio      | Copenaghen  | Laëtitia Le Corguillé | Laëtitia Le Corguillé     |
| 3 | 17-18 settembre | Chula Vista | Laëtitia Le Corguillé | Laëtitia Le Corguillé     |
| 4 | 8-9 ottobre     | Fréjus      | Sarah Walker          | Laëtitia Le Corguillé     |

### Classifica generale
| Pos. | Corridore             | Punti |
| ---- | --------------------- | ----- |
| 1    | Laëtitia Le Corguillé | 679   |
| 2    | Caroline Buchanan     | 512   |
| 3    | Sarah Walker          | 460   |
| 4    | Alise Post            | 452   |
| 5    | Magalie Pottier       | 425   |
| 6    | Arielle Martin        | 420   |
| 7    | Mariana Pajón         | 410   |
| 8    | Lauren Reynolds       | 398   |
| 9    | Amanda Geving         | 393   |
| 10   | Brooke Crain          | 393   |